# Melancholie (Picasso)
Melancholie (auch gelistet als Melancholische Frau; Melancholy Woman) ist ein 1902 von Pablo Picasso geschaffenes Ölgemälde mit den Maßen 100 × 69,2 cm. Es stammt aus seiner Blauen Periode und ist gegenwärtig im Besitz des Detroit Institute of Arts. 

## Beschreibung
Vor einem Fenster sitzt –  in seitlicher Ansicht –  eine dunkelhaarige junge Frau in blauer Kleidung mit verschränkten Armen auf einer Bank. Ihre zusammengepressten Lippen und ihre Haltung drücken Melancholie aus; die kühlen, ebenfalls blaugrundigen Raumfarben verstärken diesen Eindruck. Angeblich handelt es sich bei dem Modell um eine arme Frau, die Picasso auf einer Pariser Straße begegnet war. Picasso war von ihrer Aura sehr berührt und hat ihr das Posieren im Atelier angeboten. Ihre Identität ist unbekannt.

## Provenienz
Der Künstler verkaufte das Gemälde zunächst 1905 an Michael Stein – der ältere Bruder von Gertrude Stein – und Sarah Stein in Paris, und anschließend erwarb es der Galerist  Daniel-Henry Kahnweiler. Nach Zwischenstationen bei Paul Guillaume und  Valentine Dudensing, erwarb es 1934 der in  New York ansässige Sammler Robert H. Tannehill, der es 1970 dem  Detroit Institute of Arts vermachte.